# Mohammad Abdul Jalil
Mohammad Abdul Jalil (bengalisch মোহাম্মদ আব্দুল জলিল Mohāmmad Ābdul Jalil; geb. 9. Februar 1942 in Wazirpur, Distrikt Barishal, Präsidentschaft Bengalen, Britisch-Indien; gest. 19. November 1989 in Islamabad, Pakistan) war ein Freiheitskämpfer und Sektoren-Kommandant der Mukti Bahini (Sector 9) während des Bangladesch-Krieges 1971. Er war auch einer der Gründungsmitglieder der Partei Jatiyo Samajtantrik Dal.

## Leben

### Jugend
Mohammad Abdul Jalil wurde am 9. Februar 1942 in Wazirpur im Distrikt Barisal geboren. Er war ein Sohn von Janab Ali Choudhury. Er bestand 1959 die Aufnahmeprüfung an der Wazirpur WB Union Institution und die Mittlere Kunstprüfung an der Murry Young Cadet Institution und trat 1963 als Kadett der PMA in die pakistanische Armee ein. Während seines Militärdienstes erlangte er seinen Abschluss und seinen Master of Arts in Geschichte. Abdul Jalil wurde im September 1965 zum Captain ernannt und 1970 zum Major befördert. Im Februar 1971 kam Jalil von seinem Einsatzort Multan auf Urlaub nach Barisal und schloss sich im März den ostpakistanischen Befreiungskämpfern an.

### Bangladesch-Krieg
Er wurde zum Kommandanten von Sector 9 ernannt, jedoch im Dezember wieder entlassen. Während des Befreiungskrieges, als indische Soldaten und Bürger Firmen, Nahrung und Krankenhaus-Ausrüstung plünderten, protestierte Major Jalil dagegen. Mit Hilfe lokaler Handlanger wurde er von der Indischen Armee wegen angeblichem „Fehlverhalten“ („misconduct“) inhaftiert. Die Mukti Bahini konnten später die indischen Soldaten aus dem Land vertreiben.

### Politiker in Bangladesch
Mohammad Abdul Jalil spielte eine Pionierrolle bei der Gründung der neuen Partei Jatiya Samajtantrik Dal (JSD) im Oktober 1972. Bei Gründungsversammlung war er der Sitzungsleiter (joint convener) und wurde am 26. Dezember 1972 zum Parteivorsitzenden gewählt.
Die JSD bemühte sich unter seiner Führung den „Wissenschaftlichen Sozialismus“ im Land zu verbreiten und war insgesamt in Aktivitäten der Regierungsgegner aktiv. Mohammad Abdul Jalil trat 1973 in sieben Wahlkreisen erfolglos bei den Jatiya-Sangsad-Wahlen an. Er wurde verhaftet, als er am 17. März 1974 ein Programm der Parteiaktivisten startete, bei dem die offizielle Residenz des damaligen Innenministers belagert werden sollte. Er wurde am 8. November 1975 wieder freigelassen, jedoch am 25. November erneut von der Regierung unter Kriegsrecht verhaftet, wegen angeblicher Verschwörung zum Sturz der Regierung und seiner Versuche, die Staatsmacht an sich zu reißen. Er wurde in einem Verfahren vor einem Militärsondergericht zu lebenslanger Haft verurteilt, jedoch am 24. März 1980 freigelassen.
Er trat bei den Präsidentschaftswahlen 1981 als Kandidat der Dreiparteienallianz aus JSD, Workers Party und Krishak-Sramik Samajbadi Dal an. 1984 wurde er Vorsitzender der JSD. 16 Tage später, am 20. Oktober 1984, gründete er eine Partei namens Jatiya Mukti Andolon. Zu dieser Zeit war er aktiv an der Gründung der Shommilito Shongram Parishad unter der Führung von Hafezzi Huzur beteiligt. Im Januar 1985 stand er einen Monat unter Hausarrest. Vom 30. Dezember 1987 bis März 1988 saß er im Zentralgefängnis von Dhaka, weil er sich den Protesten gegen den Autokraten Hossain Mohammad Ershad angeschlossen hatte.

## Tod und Vermächtnis

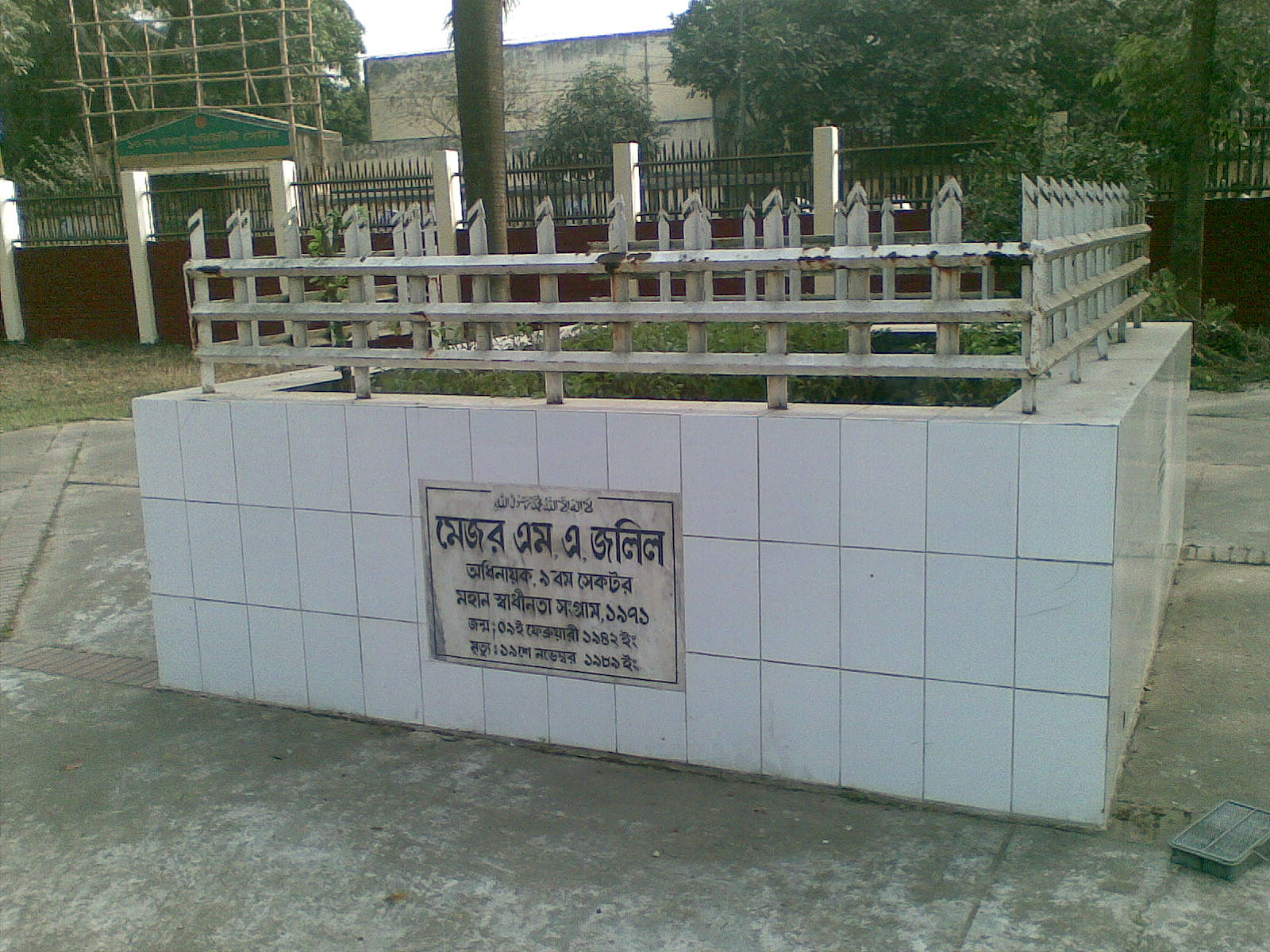
Grab von Mohammad Abdul Jalil in Mirpur, Dhaka

Er starb in Islamabad, Pakistan, am 19. November 1989. Sein Leichnam wurde am 22. November 1989 nach Dhaka gebracht und beim Mirpur Graveyard for Intellectuals mit vollen Ehren beigesetzt. Eine Brücke in Barisal ist nach ihm benannt.

## Werke
- Seemahin Samay (1976)
- Dristibhangi O Jiban Darshan
- Surjodoy (1982)
- Arakshita Swadhinatayi Paradhinata (1989)
- Bangladesh Nationalist Movement for Unity: A Historical Necessity